# Bombay (Bundesstaat)
Bombay (Marathi मुंबई राज्य) war ein indischer Bundesstaat. Er bestand von 1947 bzw. 1950 bis 1960.

## Geschichte
Mit der indischen Unabhängigkeit vom Vereinigten Königreich am 15. August 1947 wurde die Präsidentschaft Bombay eine Provinz des neuen Staates Indien. Ergänzt wurde das Gebiet in den folgenden Jahren um einige Fürstenstaaten aus dem gujaratisprachigen Gebiet und die United Deccan States. Nach Inkrafttreten der indischen Verfassung 1950 wurde die Provinz zum Bundesstaat Bombay.

Territoriale Änderungen infolge des States Reorganisation Acts 1956:
Territoriale Gewinne 1956:
Territoriale Verluste 1956:

In Umsetzung des States Reorganisation Act erfuhr Bombay am 1. November 1956 eine signifikante Umgestaltung und Vergrößerung. Dem Bundesstaat wurden Saurashtra, Kachchh sowie der marathisprachige Teil der Division Nagpur von Madhya Pradesh (Vidarbha) und die Marathwada-Region von Hyderabad angegliedert. Die südlichen kannadasprachigen Teile von Bombay wurden an den Bundesstaat Mysore (seit 1973 Karnataka) angegliedert. Ein kleiner Teil des Distrikts Banaskantha ging an Rajasthan. Ein wesentlicher Grund, warum der Bundesstaat Bombay im Rahmen des States Reorganisation Acts nicht ebenfalls nach ethnischsprachlichen Kriterien aufgeteilt wurde, lag darin, dass man sich nicht über die Zugehörigkeit der großen, kosmopolitischen Metropole Bombay, die sowohl von Gujarati-, als auch von Marathi-Sprechern beansprucht wurde, einigen konnte.
Gemessen an der Fläche war Bombay der größte unter den indischen Bundesstaaten, gemessen an der Einwohnerzahl der nach Uttar Pradesh zweitgrößte.

## Politik
Während der Zeit des Bestehens des Bundesstaates fanden zweimal (1951 und 1957) Wahlen zum Parlament von Bombay statt. In der folgenden Tabelle sind die Wahlergebnisse aufgeführt. Es sind nur Parteien berücksichtigt, die in mindestens einer der beiden Wahlen einen Wahlkreis gewonnen oder mehr als 500.000 Stimmen erhalten hatten. Die politische Landschaft wurde vollständig durch die Kongresspartei dominiert, die bei beiden Wahlen große Mehrheiten im Parlament erhielt. Größte Oppositionsparteien waren die Sozialisten und die linkssozialistische Peasants and Workers Party.
| Partei                                      | 1951       | 1951    | 1951  | 1951    | 1957       | 1957    | 1957  | 1957    |
| Partei                                      | Stimmen    | Stimmen | Sitze | Sitze   | Stimmen    | Stimmen | Sitze | Sitze   |
| Partei                                      | Zahl       | %       | Zahl  | %       | Zahl       | %       | Zahl  | %       |
| ------------------------------------------- | ---------- | ------- | ----- | ------- | ---------- | ------- | ----- | ------- |
| Indischer Nationalkongress (INC)            | 5.556.334  | 49,95 % | 269   | 85,4 %  | 8.131.604  | 48,66 % | 234   | 59,1 %  |
| Peasants and Workers Party (PWP)            | 717.963    | 6,45 %  | 14    | 4,4 %   | 1.113.436  | 6,66 %  | 31    | 7,8 %   |
| All India Scheduled Castes Federation (SCF) | 344.718    | 3,10 %  | 1     | 0,3 %   | 1.041.355  | 6,23 %  | 13    | 3,3 %   |
| Communist Party of India (CPI)              | 159.994    | 1,44 %  | 1     | 0,3 %   | 607.383    | 3,63 %  | 13    | 3,3 %   |
| Akhil Bharatiya Hindu Mahasabha (ABHM)      | 35.194     | 0,32 %  | 0     | 0,0 %   | 71.514     | 0,43 %  | 1     | 0,3 %   |
| Bharatiya Jana Sangh (BJS)                  | 4876       | 0,04 %  | 0     | 0,0 %   | 260.826    | 1,56 %  | 1     | 1,0 %   |
| Sozialistische Partei (SP)                  | 1.330.246  | 11,96 % | 9     | 2,9 %   | –          | –       | –     | –       |
| Kisan Mazdoor Praja Party (KMPP)            | 559.492    | 5,03 %  | 0     | 0,0 %   | –          | –       | –     | –       |
| Praja Socialist Party (PSP)                 | –          | –       | –     | –       | 1.498.700  | 8,97 %  | 36    | 9,1 %   |
| Kamgar Kisan Paksha (KKP)                   | 248.130    | 2,23 %  | 2     | 0,6 %   | –          | –       | –     | –       |
| Krishikar Lok Party (KLP)                   | 107.408    | 0,97 %  | 1     | 0,3 %   | –          | –       | –     | –       |
| Unabhängige                                 | 1.917.574  | 17,24 % | 18    | 5,7 %   | 3.972.548  | 23,77 % | 64    | 16,2 %  |
| Alle übrigen Parteien                       | 141.313    | 1,59 %  | 0     | 0,0 %   | 14.794     | 0,09 %  | 0     | 0,0 %   |
| Summe                                       | 11.123.242 | 100,0 % | 315   | 100,0 % | 16.712.160 | 100,0 % | 396   | 100,0 % |

Bei der ersten gesamtindischen Parlamentswahl 1951/52 wählte Bombay 45 von 489 Abgeordneten für die Lok Sabha. Davon gingen 40 an die Kongresspartei, 3 an Unabhängige und je einer an PWP und SCF. Bei der gesamtindischen Parlamentswahl 1957 kamen 66 der 494 Abgeordneten aus Bombay. Diese Abgeordneten verteilten sich auf die Parteien wie folgt: 38 Kongress, 8 Unabhängige, je 5 für SCF und PSP, je 4 für CPI und PWP, 2 für BJS. In der Rajya Sabha, dem Staatenhaus des indischen Parlaments hatte Bombay anfänglich 17 von 215 Stimmen und nach 1956 dann 27 von 220.

## Auflösung
Nachdem separatistische Bewegungen erstarkten, die sowohl einen marathisprachigen als auch einen gujaratisprachigen Staat forderten (Samyukta Maharashtra Andolan, Mahagujarat Andolan, Bewegung für ein vereinigtes Maharashtra bzw. großes Gujarat), wurde Bombay am 1. Mai 1960 mit dem Bombay Reorganisation Act in die neuen Bundesstaaten Gujarat und Maharashtra aufgeteilt.